# Go Figure - Grinta sui pattini
Go Figure - Grinta sui pattini (Go Figure) è un film per la televisione che fu trasmesso il 10 giugno 2005 da Disney Channel. Walt Disney Records distribuì la colonna sonora del film il 7 giugno con incisa anche una canzone degli Everlife.

## Trama
Katelin Kingsford sogna di diventare una delle più brave pattinatrici su ghiaccio di tutti i tempi. Quando il suo coach, Natasha Goberman, le offre un'opportunità da non perdere (allenarsi nell'accademia privata dove insegna), la ragazza accetta subito. Però, per riuscire a prendere la borsa di studio la ragazza deve giocare con una squadra di hockey femminile e a sue spese imparerà che il lavoro di squadra è la migliore ricompensa che esista.

## Cast
- Jordan Hinson - Katelyn Kingsford
- Whitney Sloan - Amy "Hollywood" Henderson
- Cristine Rose - Natasha Goberman
- Ryan Malgarini - Bradley Kingsford
- Tania Gunadi - Mojo
- Amy Halloran - Ronnie
- Brittany Curran - Pamela
- Sabrina Speer - Shelby Singer
- Jake Abel - Spencer
- Kristi Yamaguchi - Herself
- Jodi Russell - Linda Kingsford
- Curt Dousett - Ed Kingsford
- Paul Kiernan - Coach Reynolds
- Morgan Lund - Bob
- Austin Jepson - Hooner (as Austin B. Jepson)
- Anne Sward - Ginger
- Shauna Thompson - Assistant Coach Grace
- Kadee Leishman - Heather

## Premi
- Una nomination alla manifestazione Young Artist Awards per Miglior film televisivo.